# スタスミン
スタスミン（英: stathmin）は、ヒトではSTMN1遺伝子にコードされるタンパク質である。Metablastinやoncoprotein 18といった名称でも知られる。
スタスミンは高度に保存された17 kDaのタンパク質であり、細胞骨格の調節に重要な役割を果たす。細胞骨格は細胞質の組織化や細胞分裂、細胞の運動性など多くの細胞過程に必要な足場として機能するため、その変化は重要である。スタスミンは細胞周期の調節にも重要であり、真核生物にのみ存在する。
微小管のダイナミクスを調節するスタスミンの機能に関しては、詳細な特性解析がなされている。真核生物では、微小管は細胞骨格を構成する3つの主要な構成要素のうちの1つである。微小管は高度に動的な構造であり、絶えず重合と脱重合を繰り返している。スタスミンは、細胞の要求に応じて迅速に微小管のリモデリングを調節する重要な機能を果たす。微小管はα、βチューブリンからなる円筒型の重合体である。微小管の組み立ては、細胞質の遊離チューブリン濃度によって部分的に決定されている。遊離チューブリン濃度が低い場合、微小管末端の成長速度は低下し、脱重合の速度が増加する。

## 機能
スタスミンの機能は、細胞骨格の調節である。スタスミンは特に、微小管の調節に関与する。微小管は長い中空の円筒形の構造をしており、α、βチューブリンのヘテロ二量体から構成される。チューブリンサブユニットの付加による重合、また喪失による脱重合といった微小管のダイナミクスによって、細胞骨格には変化が生じる。スタスミンは微小管の脱重合の阻害、もしくはチューブリンヘテロ二量体の重合の阻害によってこうした過程を調節する。
さらに、スタスミンはシグナル伝達経路の調節にも関与していると考えらえている。スタスミンは細胞内に普遍的に存在するリン酸化タンパク質であり、細胞内で多様な調節経路をリレーし、さまざまなセカンドメッセンジャーを介して機能する。
スタスミンリン酸化状態や遺伝子発現は発生過程を通じて調節されているほか、細胞の増殖、分化、機能を調節する細胞外シグナルに応答した調節も行われる。

## 相互作用
スタスミンは2分子の二量体型αβチューブリンと相互作用し、T2S complexと呼ばれる強固な三者複合体を形成する。1分子のスタスミンは、スタスミン様ドメイン（stathmin-like domain、SLD）を介して2分子のチューブリン二量体に結合する。スタスミンによってチューブリンがT2S complexへ隔離された場合、チューブリンは重合することができない状態となり、微小管の組み立ては起こらなくなる。また、スタスミンは微小管の末端に直接作用し、微小管の脱重合の促進も行う。
微小管重合の速度は細胞成長の重要な側面をなしており、そのためスタスミンの制御は細胞周期の進行と関係している。スタスミンの調節は細胞周期依存的であり、特定の細胞シグナルに応答するプロテインキナーゼによって制御されている。スタスミンの4つのセリン残基（Ser16、Ser25、Ser38、Ser63）のリン酸化によってスタスミン-チューブリン間の結合は弱まり、細胞質中で微小管の組み立てに利用可能なチューブリンの濃度は上昇する。細胞周期のM期の開始には紡錘体の組み立てが必要となるため、スタスミンのリン酸化が起こらなければならない。微小管の成長と組み立てが起こらない場合、紡錘体を形成することができず、細胞周期は停止する。細胞分裂の最終段階である細胞質分裂時には、準備が整うまで細胞周期の再進行を防ぐため、スタスミンの迅速な脱リン酸化が生じる。

## 臨床的意義
スタスミンは細胞周期の調節に関与しているため、がんタンパク質にもなりうる。スタスミンが変異によって適切に機能しなくなった場合、無制御な細胞増殖が引き起こされる。スタスミンがチューブリンに結合できない場合、常に微小管重合、そして紡錘体の組み立てが可能となる。紡錘体形成の調節が行われない場合、細胞周期は無制御に進行し、がん細胞の特徴である無制御な細胞成長が引き起こされる。

## 社会的行動における役割
スタスミン欠損マウスは、本能的な恐怖行動や学習による恐怖行動に欠陥がみられる。スタスミン−/−型のメスのマウスは脅威の評価を十分に行うことができず、本能的な子育て行動や成体の社会的相互作用に影響が生じる。こうしたマウスは仔マウスを回収する動機づけを欠き、巣作りのための安全な場所を選ぶことができない。一方で、社会的相互作用の増加がみられる。

## 関連文献
- “Stathmin: a relay phosphoprotein for multiple signal transduction?”. Trends in Biochemical Sciences 16 (8):  301–5. (August 1991). doi:10.1016/0968-0004(91)90123-D. PMID 1957351.
- “Structure and thermodynamics of the tubulin-stathmin interaction”. Journal of Structural Biology 158 (2):  137–47. (May 2007). doi:10.1016/j.jsb.2006.07.018. PMID 17029844.
- “Expression of transfected stathmin cDNA reveals novel phosphorylated forms associated with developmental and functional cell regulation”. The Biochemical Journal 287 ( Pt 2) (Pt 2):  549–54. (October 1992). doi:10.1042/bj2870549. PMC 1133199. PMID 1445213.
- “Analysis of phosphoprotein p19 by liquid chromatography/mass spectrometry. Identification of two proline-directed serine phosphorylation sites and a blocked amino terminus”. The Journal of Biological Chemistry 267 (5):  3506–13. (February 1992). doi:10.1016/S0021-9258(19)50759-1. PMID 1737801.
- “Characterization of the gene for a proliferation-related phosphoprotein (oncoprotein 18) expressed in high amounts in acute leukemia”. The Journal of Biological Chemistry 266 (27):  17747–53. (September 1991). doi:10.1016/S0021-9258(18)55189-9. PMID 1917919.
- “A gene that encodes for a leukemia-associated phosphoprotein (p18) maps to chromosome bands 1p35-36.1”. Genes, Chromosomes & Cancer 2 (2):  125–9. (July 1990). doi:10.1002/gcc.2870020208. PMID 2278968.
- “A single amino acid difference distinguishes the human and the rat sequences of stathmin, a ubiquitous intracellular phosphoprotein associated with cell regulations”. FEBS Letters 264 (2):  275–8. (May 1990). doi:10.1016/0014-5793(90)80266-L. PMID 2358074.
- “Molecular cloning of a novel human leukemia-associated gene. Evidence of conservation in animal species”. The Journal of Biological Chemistry 264 (24):  14556–60. (August 1989). doi:10.1016/S0021-9258(18)71714-6. PMID 2760073.
- “Intracellular substrates for extracellular signaling. Characterization of a ubiquitous, neuron-enriched phosphoprotein (stathmin)”. The Journal of Biological Chemistry 264 (7):  3765–72. (March 1989). doi:10.1016/S0021-9258(19)84915-3. PMID 2917975.
- “Stathmin interaction with a putative kinase and coiled-coil-forming protein domains”. Proceedings of the National Academy of Sciences of the United States of America 92 (8):  3100–4. (April 1995). Bibcode: 1995PNAS...92.3100M. doi:10.1073/pnas.92.8.3100. PMC 42112. PMID 7724523.
- “Construction of a human full-length cDNA bank”. Gene 150 (2):  243–50. (December 1994). doi:10.1016/0378-1119(94)90433-2. PMID 7821789.
- “Molecular characterization of human stathmin expressed in Escherichia coli: site-directed mutagenesis of two phosphorylatable serines (Ser-25 and Ser-63)”. The Biochemical Journal 300 ( Pt 2) (Pt 2):  331–8. (June 1994). doi:10.1042/bj3000331. PMC 1138166. PMID 8002936.
- “Human and rat osteoblast-like cells express stathmin, a growth-regulatory protein”. Biochemical and Biophysical Research Communications 201 (2):  861–5. (June 1994). doi:10.1006/bbrc.1994.1780. PMID 8003023.
- “Cell-cycle-regulated phosphorylation of oncoprotein 18 on Ser16, Ser25 and Ser38”. European Journal of Biochemistry 220 (2):  359–68. (March 1994). doi:10.1111/j.1432-1033.1994.tb18632.x. PMID 8125092.
- “Multiple signal transduction pathways induce phosphorylation of serines 16, 25, and 38 of oncoprotein 18 in T lymphocytes”. The Journal of Biological Chemistry 268 (34):  25671–80. (December 1993). doi:10.1016/S0021-9258(19)74442-1. PMID 8245003.
- “Serine 25 of oncoprotein 18 is a major cytosolic target for the mitogen-activated protein kinase”. The Journal of Biological Chemistry 268 (20):  15039–47. (July 1993). doi:10.1016/S0021-9258(18)82435-8. PMID 8325880.
- “Multiple phosphorylation of stathmin. Identification of four sites phosphorylated in intact cells and in vitro by cyclic AMP-dependent protein kinase and p34cdc2”. The Journal of Biological Chemistry 268 (27):  20076–84. (September 1993). doi:10.1016/S0021-9258(20)80696-6. PMID 8376365.
- “Transcriptional and post-transcriptional regulation of pr22 (Op18) with proliferation control”. Cell Structure and Function 21 (4):  237–43. (August 1996). doi:10.1247/csf.21.237. PMID 8906359.
- “Control of microtubule dynamics by oncoprotein 18: dissection of the regulatory role of multisite phosphorylation during mitosis”. Molecular and Cellular Biology 17 (9):  5530–9. (September 1997). doi:10.1128/mcb.17.9.5530. PMC 232401. PMID 9271428.